# Elinostola panagria
Elinostola panagria är en fjärilsart som beskrevs av Edward Meyrick 1920. Elinostola panagria ingår i släktet Elinostola och familjen säckspinnare. Inga underarter finns listade i Catalogue of Life.